# Teobaldo
Teobaldo Capuleto es un personaje de la obra de William Shakespeare, Romeo y Julieta. Él es el hijo del hermano de la Sra. Capuleto, el primo pequeño de Julieta, y el rival de Romeo. Teobaldo comparte el mismo nombre que el personaje Tibert el "Príncipe de los gatos" en Roman de Renart, un punto de burla en la obra. Mercucio repetidamente llama a Teobaldo "Príncipe de los gatos" (quizás refiriéndose no solo a Roman, sino también a la palabra italiana "cazzo").
Luigi da Porto adaptó la historia como Giulietta e Romeo y la incluyó en su Historia novellamente ritrovata di due Nobili Amanti publicado en 1530. Da Porto se basó en Píramo y Tisbe de la colección Las metamorfosis de Ovidio y en Decamerón de Giovanni Boccaccio. Da Porto le dio gran parte de su forma moderna, incluidos los nombres de los amantes, las familias rivales de Montecchi y Capuleti, y la ubicación en Verona. También introduce caracteres correspondientes a Mercucio, Teobaldo y Paris de Shakespeare. Da Porto presenta su historia como históricamente verdadera y afirma que tuvo lugar en los días de Bartolomeo II (un siglo antes de Salernitano). Los Montesco y los Capuleto eran facciones políticas reales del siglo XIII, pero la única conexión entre ellas es una mención en El purgatorio de Dante como ejemplo de disensión civil.

## Papel en la obra
En el Acto I, Escena I, Teobaldo entra y ayuda a sus sirvientes, Sansón y Gregorio, que están luchando en las calles con los sirvientes de los Montesco, Abraham y Baltasar. Al ver a Benvolio (el primo de Romeo) tratando de detener la pelea, Teobaldo saca su espada para luchar contra Benvolio, diciendo:

¿Qué, desenvainar y hablar de paz? Odio la palabra.
Como odio el infierno, todos los Montesco, y tú.
¡Ten a ti, cobarde!

Más tarde, en el baile de los Capuleto, Teobaldo es el primero en reconocer a Romeo a través de su disfraz, y lo mataría si no fuera prohibido por su tío, el señor Capuleto. Su deseo de venganza sin ser visto, Teobaldo envía una carta de desafío a Romeo para un duelo a muerte. Al comienzo del Acto III, entra a buscar a Romeo, solo para crear tensiones con Mercucio, quien se burlaba de Teobaldo incluso antes de que entrara en escena. Teobaldo inicialmente ignora a Mercucio y se enfrenta a Romeo, quien se niega a luchar debido a su matrimonio con Julieta. Teobaldo se enfada aún más; no sabe que Romeo no puede pelear con él porque ahora son parientes.
Mercucio pierde los estribos y comienza a luchar contra Teobaldo. Romeo intenta detener el combate corriendo entre ellos, y Teobaldo luego apuñala a Mercucio bajo el brazo de Romeo y muere. Enfurecido, Romeo hace un duelo y mata a Teobaldo a cambio, lo que lleva a su propio exilio por parte del príncipe.
Se revela que Teobaldo es el primo hermano de Julieta, cuando la señora Capuleto llega a la escena donde Teobaldo yace muerto, y grita "¡Teobaldo, mi primo, oh hijo de mi hermano!" (III.I)

## Actores que han interpretado el papel

### Teatro
- Orson Welles interpretó el papel en la producción de 1934–35 presentada por Katharine Cornell, en la que hizo su debut en Broadway.[5]
- Armand Assante, en el Renacimiento de Broadway en 1977.
- Tom Ross, en el musical francés Roméo et Juliette de 2001.
- Corey Hawkins en el Renacimiento de Broadway de 2013.

### Cine y televisión
- Basil Rathbone interpretó el papel en la película de 1936. Fue nominado a un Oscar como Mejor actor de reparto.
- George Chakiris y David Álvarez interpretaron el papel de Bernardo Nuñez, el personaje de Teobaldo en las versiones cinematográficas de 1961 y 2021 del musical West Side Story.
- Michael York, en la versión de 1968 de Franco Zeffirelli.
- John Leguizamo, en la adaptación modernizada de la película de Baz Luhrmann en 1996, William Shakespeare's Romeo + Juliet.
- Ryōtarō Okiayu, en la serie de anime Romeo × Juliet.
- Benjamín Amadeo interpretó a Leonardo Caporale, el personaje de Teobaldo en la telenovela argentina de 2007, ambientado en el mundo moderno.
- Ed Westwick, en la versión de 2013 de Carlo Carlei.
- Sharad Kelkar interpretó a Kanji Bhai, el personaje inspirado en Teobaldo en la película Goliyon Ki Raasleela Ram-Leela de Sanjay Leela Bhansali de 2013.

## Análisis
John W. Draper señala los paralelismos entre la creencia isabelina en los cuatro humores y los personajes principales de la obra (por ejemplo, Teobaldo es un colérico: violento, vengativo, de mal genio, ambicioso). La interpretación del texto a la luz de los humores reduce la cantidad de trama atribuida al azar por el público moderno.